# Dendronephthya longicaulis
Dendronephthya longicaulis is een zachte koraalsoort uit de familie Nephtheidae. De koraalsoort komt uit het geslacht Dendronephthya. Dendronephthya longicaulis werd in 1905 voor het eerst wetenschappelijk beschreven door Kükenthal. 